# Вавровиці (Свентокшиське воєводство)
Вавровиці (пол. Wawrowice) — село в Польщі, у гміні Віслиця Буського повіту Свентокшиського воєводства.
Населення — 126 осіб (2011).
У 1975-1998 роках село належало до Келецького воєводства.

## Демографія
Демографічна структура на день 31 березня 2011 року:
|          | Загалом | Допрацездатний вік | Працездатний вік | Постпрацездатний вік |
| -------- | ------- | ------------------ | ---------------- | -------------------- |
| Чоловіки | 64      | 5                  | 49               | 10                   |
| Жінки    | 62      | 9                  | 36               | 17                   |
| Разом    | 126     | 14                 | 85               | 27                   |